# 清水埠頭站
清水埠頭站（日语：／ Shimizufutō eki */?）是位於靜岡縣清水市（現時：靜岡市清水區），日本國有鐵道（國鐵）的清水港線車站（廢站）。

## 歷史
- 1930年（昭和5年）2月1日 - 東海道本線貨物支線開設此貨運車站[1]。
- 1942年（昭和17年）4月1日 - 開始處理小型行李（成為一般車站）。
- 1944年（昭和19年）12月1日 - 開設客運業務，同時所屬線變更為清水港線[2]。
- 1954年（昭和29年）9月1日 - 結束處理小型行李。
- 1984年（昭和59年）4月1日 -　清水港線廢線，此站也被廢除[3]。

## 車站構造
車站位於清水市區內。設有1面1線客運用單式月台。此站看似是無人車站，但是實際上此站是有人車站，於本線分支400米處設有車站大樓。此站也有貨運列車到發。但是，沒有職員負責客運業務。車站大樓候車室內可購入車票。
關於貨運業務。車站附近設有東洋製罐清水工場的專用線，該處設有貨運列車行走。另外，由於鄰近設有許多埠頭，因此站內側線會連接至倉庫，以便把鐵路貨物轉移至船隻上。

## 車站周邊
- 清水港

## 現況
- 現時，車站遺址建設了14層高的商住大樓「浪漫館」（清水海洋大廈別館）。

## 相鄰車站
日本國有鐵道
清水港線
清水－（貨）清水港－清水埠頭－巴川口

## 注腳
1. ↑  「鉄道省告示第14号」《官報》1930年1月28日（國立國會圖書館數碼化收藏）
2. ↑  「運輸通信省告示第579号・第580号・第581号」《官報》1944年11月30日（國立國會圖書館數碼化收藏）
3. ↑  . 交通新聞 (交通協力会). 1984-01-28: 2 （日语）.